# Дэниэл, Эммануэл
Эммануэл Дэниэл (англ. Emmanuel Daniel; род. 17 декабря 1993) — нигерийский футболист, вратарь клуба «Лоби Старз». Бронзовый призёр Олимпийских игр 2016 года.

## Клубная карьера
Дэниэл начал карьеру футболиста в клубе «Шутинг Старз». В начале 2013 года присоединился к «Энугу Рейнджерс». В мае 2013 года Дэниэл сыграл во втором раунде Кубка Конфедерации КАФ 2013 против тунисского «Сфаксьена». После окончания матча в Африканскую конфедерацию футбола была направлена жалоба на дисквалификацию «Энугу Рейнджерс» из-за того, что трансфер Эммануэля Дэниэля не был должным образом зарегистрирован, в связи с чем он не являлся полноправным игроком клуба. Несмотря на попытки Футбольной федерации Нигерии обжаловать данное решение, Африканская конфедерация футбола в итоге дисквалифицировала «Энугу Рейнджерс» из Кубка Конфедерации КАФ. В сезоне 2016 года Эммануэл Дэниэл вместе с «Энугу Рейнджерс» завоевал «золото» чемпионата Нигерии.
В феврале 2017 года нигериец подписал контракт с южноафриканским «Орландо Пайретс», куда пришёл на замену покинувшему «пиратов» Фелипе Овоно. Проведя в составе команды около года, он разорвал контракт с «Орландо Пайретс», так ни разу и не сыграв в стартовом составе. По словам Дэниэля, клуб разорвал с ним контракт из-за того, что он отказался участвовать в языческом ритуале перед началом сезона, которое противоречило его христианской вере. Перед началом сезона 2019 года голкипер присоединился к «Гомбе Юнайтед», где играл до октября 2019 года, после чего перешёл в «Лоби Старз».

## Карьера в сборной
В августе 2015 года Самсон Сиасиа вызвал Дэниэля на Африканские игры в Браззавиле, где нигерийская команда заняла третье место. В декабре того же года участвовал в молодёжном чемпионате Африки в Сенегале, где стал основным вратарём и помог Нигерии стать победителем турнира.
В августе 2016 году главный тренер сборной Нигерии Самсон Сиасиа вызвал Дэниэля на летние Олимпийские игры в Рио-де-Жанейро. Нигерия стала обладателем бронзовых наград турнира, обыграв в матче за третье место Гондурас (3:2). Эммануэл Дэниэл при этом являлся основным вратарём команды на турнире. Успешное выступление на Олимпиаде поспособствовало вызову Дэниэля в стан национальной сборной Нигерии, куда он привлекался трижды, но в итоге не дебютировал за «суперорлов».

## Достижения
- Победитель молодёжного чемпионата Африки: 2015
- Бронзовый призёр Олимпийских игр: 2016
- Бронзовый призёр Африканских игр: 2015